# Santos (tiểu vùng)
Santos là một tiểu vùng thuộc bang São Paulo, Brasil. Tiều vùng này có diện tích 1354 km², dân số năm 2007 là 1316228 người.